# Les Enfants d'ailleurs
Les Enfants d'ailleurs est une série de bande dessinée d'aventure fantastique franco-belge écrite par Nykko et dessinée par Bannister pour le magazine Spirou depuis 2009 ainsi que la publication en album cartonné éditée par les éditions Dupuis.

## Description

### Synopsis
Rebecca, Maxime, Noé et Théo sont des préados ordinaires qui ne se connaissent pas très bien.Un jour, pour se faire peur, ils décident de pénétrer dans une maison, réputée « hantée », celle du grand-père de Rebecca, « le père Gab ». Ils découvrent un projecteur qui les plonge dans un monde parallèle. Prisonniers, ils apprennent à survivre au milieu de créatures médiévales comme des dragons mais aussi des créatures maléfiques appelées « ombres ».
Ils se lient d'amitié avec les habitants de ce monde. Malgré leur statut d'enfants, ils font preuve de débrouillardise et de courage, et disposent d'un avantage : les ombres peuvent être détruites par leurs lampes électriques.
À la fin du cycle 1 (tome 1- 3), après être sortis de ce monde pleins de dangers, chacun retrouve sa vie d'avant jusqu'au jour où, un an plus tard, dans le cycle 2 (tome 4-6), Rebecca, malade et guidée par une ombre doit retourner dans le monde parallèle afin de guérir. Elle entraîne avec elles ses anciens compagnons qu'elle na plus vu depuis 1 an. Cette fois-ci, la bataille ne porte plus sur leur seule survie mais sur la destruction du maître des ombres lui-même. Ils trouveront un allié, le père Gab, seul adulte du monde connu à avoir exploré l'autre monde.

### Personnages

#### Les enfants du monde vivant
- Rebecca, Petite fille de 11 ans, fut la première à découvrir et à rentrer dans l'autre monde. C'est le protagoniste principal de la série. Cette petite fille est noire de peau et a été adoptée par une famille à la suite du massacre de sa famille au Rwanda, d'où sa cicatrice au ventre due à un coup de machette. Dans le second cycle, une maladie la pousse à retourner dans l'autre monde afin d'y guérir car la médecine humaine ne peut rien faire. Pour guérir, elle devra détruire Lilomiel, son mal, un enfant de 11 ans qui lui ressemble trait pour trait. Elle finira par aimer cette jeune fille comme une sœur. Présente dans tous les tomes.

- Maxime, 12 ans est considéré comme le plus fort de la bande. Ce qu'il a vécu l'a blindé. En effet sa situation familiale n'est pas des plus amusantes. À partir de la fin du premier cycle (3 tomes) il change de personnalité et s'éloigne de ses anciens amis. Il est le seul à avoir vraiment voulu revenir dans l'autre monde un an après l'avoir quitté (second cycle). En effet il voulait auparavant s'installer dans l'autre monde auprès de Ilvanna, pour qui il semblait avoir des sentiments. Celle-ci morte (son décès laissera en lui un profond chagrin) il revient dans le second cycle avec le but de la délivrer de son statut d'ombre. Quand celui-ci (avec Théo) détruit l'antre du maître des ombres, il détruit malgré lui l’ombre de Ilvanna qui les a aidé à trouver la source. Présent dans tous les tomes.

- Noé, 11 ans, est un jeune qu'on pourrait qualifier de « geek ». En effet, il est passionné de jeux vidéo et de produits dérivés en ce genre (figurines...). Pour lui l'autre monde est un monde magnifique où ses rêves de rencontrer le même genre de créatures que dans ses jeux se réalisent. Cependant, ce sentiment de liberté arrivera à sa fin : il « meurt » dans le tome 5, avalé par des baleines des sables. Ses amis, pleurant sa mort, supplient le père Gab de rester avec eux car ils ne savant pas comment expliquer la mort de Noé dans le monde connu. Présent dans les tomes 1 à 5.

- Théo, 11 ans, est le petit intello de la bande. Il est très peureux face au danger de l'autre monde et est le premier à en vouloir sortir. C’est d’ailleurs lui qui trouve le moyen de s'en échapper grâce à son interprétation de plusieurs signes dissimulés dans l'autre monde. Dans le second cycle, il est plus sûr de lui, mais ne fait pas confiance au père Gab, comme tout le monde au fond. Présent dans tous les tomes.

#### Les habitants de l'autre monde
- Ilvanna, 14 ans, est une jeune fille d'une tribu de l'autre monde. Elle fera chemin avec les héros. Juste à la fin de la bataille qui éclate à la fin du tome 3, elle meurt après avoir traversé une ombre qui ressemblait à quelqu’un de sa famille. Elle ne parle aucune langue ressemblant aux langues humaines. Présent dans tous les tomes si on prend en compte son « ombre ». Elle semblait avoir un faible pour Maxime.

- Norgavöl, est un vieil homme de la même tribu que Ilvanna, il guidera les enfants en leur proposant des échappatoires. Il parle étrangement le français. Présent dans les tomes : 1 à 3.

- Doléann, jeune fille d’apparence 17 ans, suivra les héros sans broncher et sans se faire voir et finira par les sauver plusieurs fois dans le tome 2 et continuera son chemin avec eux . Elle se fit capturer par le maître des ombres dans le tome 5 et libérée par Théo et Maxime à la fin du tome 6. Elle parle aussi le français et semble aussi venir du monde des vivants. Présente dans les tomes 1, 2, 3, 5 et 6.

- Le maître des ombres, Homme provoquant la panique dans l'autre monde en envoyant ses ombres tuer toutes formes humaines afin que ceux-ci deviennent des ombres à leur tour. Il est en fait la copie du père Gab, créée lorsque ce dernier est entré dans l'autre monde. Au premier abord familière, elle le suivra durant de longues années, mais un jour le père Gab a voulu la tuer. Mais celle-ci parvint à fuir et, nourrie d'une terrible rancœur à son encontre, elle devint le maître des ombres bien décidée à se venger. Il tombe avec son antre dans le tome 6, mais n'est cependant peut-être pas mort. Présent dans les tomes 2, 3, 5 et 6.

- Lilomiel, 11 ans, est une copie parfaite de Rebecca. Elle est également son « mal ». Pour que Rebecca guérisse, elle doit la détruire, alors qu'elle est innocente... Elle n'est pas encore totalement devenue humaine comme son "père", mais est proche du but selon lui. Elle sauvera Rebecca de la mort lors de la chute de l'antre du Maître des Ombres. Après ça les deux filles deviendront unies. Présente dans les tomes 5 et 6.

- Orphée, était une jeune fille de 12 ans qu'avait rencontré le père Gab dans l'autre monde. Apparemment elle sait beaucoup de chose sur les recoins de ce monde. Elle devrait revenir en tant qu'adulte dans le 3e cycle. Présente dans les tomes 5 et 6 (mentionnée).

- Les ombres, sorte de serpents mortels noirs qui ne craignent que la lumière. Si on est touché par une ombre, on meurt. Tout être humain ou non mourant dans l'autre monde devient une ombre si sa mort n'est pas "purifiée" par des cristaux oblongs appelés "larmes d'Ilmahil". Présentes dans tous les tomes.

## Publication

### Revue
Les enfants d'ailleurs est publié tout d'abord chez le journal de Spirou.

## Albums
Cycle 1
- 1 Le passage, Dupuis, Marcinelle, janvier 2007
Scénario : Nykko - Dessin : Bannister - Couleurs : Jaffré -  (ISBN 978-2-8001-3897-8)
- 2 Les ombres, Dupuis, Marcinelle, Septembre 2007
Scénario : Nykko - Dessin : Bannister - Couleurs : Jaffré
- 3 Le maître des ombres, Dupuis, Marcinelle, Juin 2008
Scénario : Nykko - Dessin : Bannister - Couleurs : Jaffré
- Intégrale 1 L'Autre Monde, Dupuis, Marcinelle, Janvier 2010
Scénario : Nykko - Dessin : Bannister - Couleurs : Jaffré -  (ISBN 9782800141213) (intégrale du cycle 1)

Cycle 2
- 4 L'appel, Dupuis, Marcinelle, Janvier 2010
Scénario : Nykko - Dessin : Bannister - Couleurs : Jaffré
- 5 Les larmes de l'autre monde, Dupuis, Marcinelle, Juin 2011
Scénario : Nykko - Dessin : Bannister - Couleurs : Jaffré
- 6 Affrontement, Dupuis, Marcinelle, Novembre 2012
Scénario : Nykko - Dessin : Bannister - Couleurs : Jaffré
- Intégrale 2 Le Père Gab, Dupuis, Marcinelle, Novembre 2013
Scénario : Nykko - Dessin : Bannister - Couleurs : Jaffré -  (ISBN 280015943X) (intégrale du cycle 2)

Cycle 3
Série abandonnée (Deux cycles de 3 tomes mais 3e cycle avorté)

## Distinctions
- Le Passage, premier tome des Enfants d'ailleurs par Bannister et Nykko, s'est vu décerner le prix Jeunesse 2007, par un panel de jeunes lecteurs, au festival BD de Lyon[2].